# هو تشيانشيون
هو تشيانشيون (مواليد 18 سبتمبر 1987) هو ملاكم صيني، مثّل بلاده في الألعاب الأولمبية الصيفية 2016.

## روابط خارجية
هو تشيانشيون على موقع بوكس ريك (الإنجليزية) (registration required)
- هو تشيانشيون على موقع اللجنة الأولمبية الدولية (الإنجليزية)
- هو تشيانشيون على موقع أوليمبيديا (الإنجليزية)
- هو تشيانشيون على موقع اللجنة الأولمبية الصينية (الإنجليزية)